# シャグ (イラストレーター)
シャグ（SHAG, 本名：Josh Agle, 1962年8月31日生まれ）アメリカのイラストレーター、アーティスト。

## 経歴
8歳までハワイ州オアフ島で育ち、現在はカリフォルニアにおいて活躍している。
1987年頃から、名前の中から4文字を抜き『SHAG』とサインするようになった。50年代〜60年代を追想させるようなカクテルやtikiをテーマとした、カラフルでコミカル、洒落た作風はあくまでも都会的である。
1980年から90年代、インディーズのレコード・レーベルでフリーのイラストレーターとして活躍。
1997年ロサンゼルスのLa Luz de Jesus Galleryで初の個展を開催し、高い評価を受ける。その後、個展はアメリカ国内はもちろん、オーストラリアやフランスでも開催され、ファンを増やした。
Tiki文化やカクテルレシピについて幾つか自著で本も出版しているほか、ロサンゼルス市の文化局とサンペドロ市バレエ団の協賛による「Shag with a twist」と題したステージショーを監督しダンスシアターで公演を行ったり、カリフォルニアの小児病院チャリティーのために新作を発表するなど幅広い活動を行っている。

## 関連
- ドゥードゥルアート(美術のジャンル)
- Doodle (美術のジャンル)
- Lowbrow (美術のジャンル)